# Lano nv

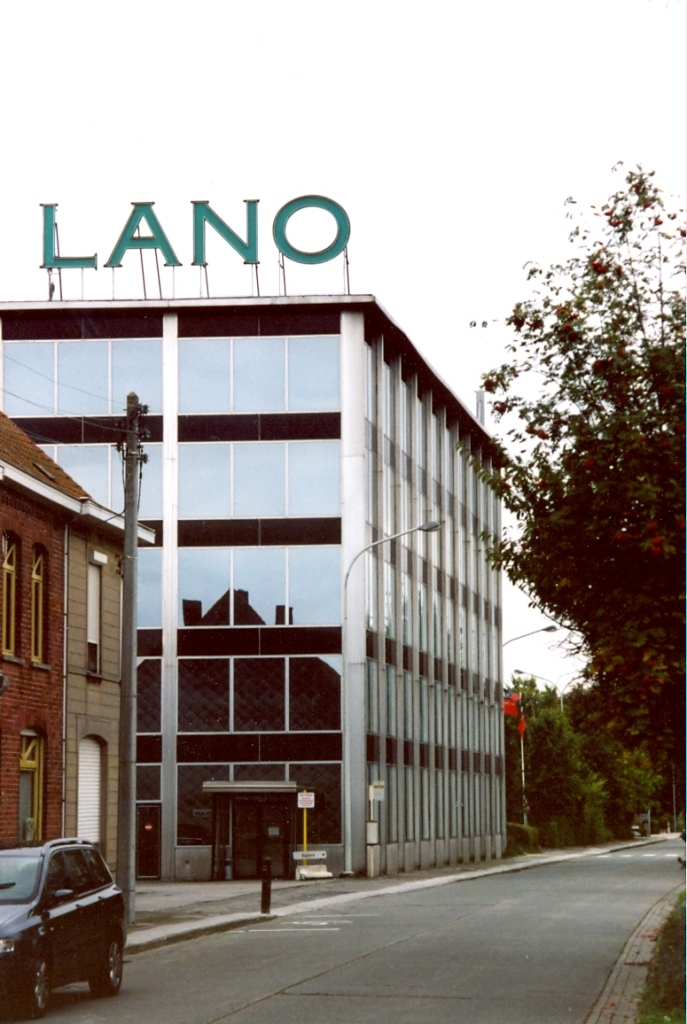
De eerste vestiging van Lano aan de Zuidstraat in Harelbeke.

Lano nv is een Belgisch fabrikant van tapijten en kunstgras met hoofdzetel in Harelbeke. Lano werd opgericht in haar huidige vorm in 1970 als fusie van drie textielproducenten, waaronder De Jaegher, Jatex en Lanneau. De oorsprong van het familiebedrijf gaat terug tot de jaren 1920. Het bedrijf richt zich op zowel de residentiële als de hospitality markt.
In 2021 haalde Lano een omzet van ongeveer 100 miljoen euro. De groep heeft productiesites in Harelbeke en in Forceville (bij Amiens), Frankrijk.

## Geschiedenis
Désiré Lanneau richtte in 1929 een tapijtenfabriek op, die vooral na de oorlog tot grote bloei kwam. Twee directeurs van Lano werden burgemeester van Harelbeke: Gerard-Joseph Lanneau (van 1948 tot 1970) en Pierre Lano (van 1985 tot 1988).
In 1976 werd de tweede vestiging gebouwd aan de Venetiëlaan in Harelbeke.
Op 27 november 1985 deed zich een grote ontploffing voor in de bedrijfsgebouwen aan de Zuidstraat in Harelbeke. Een zware brand woedde, waarbij twee mensen omkwamen.
In 2022 werd Belgotex meerderheidsaandeelhouder van Lano.